# Kurt Nietner
Kurt Nietner (* 26. Mai 1859 in Wildpark bei Potsdam; † 17. Januar 1929 in Potsdam) war ein deutscher Königlicher Hofgärtner, nach der Monarchie Garteninspektor, im Park Babelsberg, der im Nordosten der Landeshauptstadt Potsdam liegt.

## Leben
Kurt Nietner entstammte der Gärtnerfamilie Nietner, die über Generationen in königlich-preußischen Diensten stand. Seine Eltern, der spätere Oberhofgärtner Theodor II. Nietner und Dorothea Susanna, genannt Susette, Burghalter (1832–1930), lebten zur Zeit seiner Geburt am Ostrand des Wildparks, wo der Vater eine Gehilfenstelle in der südwestlich des Neuen Palais gelegenen Landesbaumschule hatte.
Nietner erhielt seine erste praktische Ausbildung von 1878 bis 1879 bei Hermann Walter (1837–1898) im Schlosspark Charlottenhof, einem Gartenbereich im Südwesten der Parkanlage Sanssouci. Anschließend ging er für zwei Jahre auf die Königliche Gärtnerlehranstalt am Wildpark bei Potsdam und 1881 als Gehilfe nach Herrenhausen in den Berggarten, wo Gustav II. Adolph Fintelmann seit 1884 als Hofgärtner tätig war.
Von 1882 bis 1884 absolvierte Nietner seine Wanderschaft, die ihn nach Gent, Holland, Kew, England, Schottland, Süddeutschland und in die Schweiz führte. In Gent war er zunächst in der Handelsgärtnerei van Geert tätig, wechselte aber bald zu der ebenfalls am Ort ansässigen Handelsgärtnerei Louis van Houtte, in der auch schon sein Vater gearbeitet hatte. Nach 1850 gehörten sowohl Handelsgärtnereien zu den begehrten Fortbildungsstätten als auch ein Volontariat im Royal Botanic Gardens in Kew, das Nietner 1883 auf Fürsprache der Kronprinzessin Victoria erhielt. Während seines eineinhalbjährigen Aufenthalts in England bereiste er zudem die ganze Insel, sah englische und schottische Parkanlagen sowie in jener Zeit weltbekannte Handelsgärtnereien und Baumschulen.
Zurück in Preußen, bekam er 1884 eine Obergehilfenstelle im Garten des Berliner Schlosses Bellevue, den Hofgärtner Hans Jancke (1850–1920) verwaltete und 1886 bei seinem Vater im Potsdamer Neuen Garten. Zudem übernahm Kurt Nietner von 1887 bis 1890 ein Lehramt im Fach Landschaftsgärtnerei an der „Königlichen Gärtnerlehranstalt am Wildpark bei Potsdam“, die Ferdinand Jühlke als Direktor leitete. Es war nicht unüblich, dass der Sohn eines Hofgärtners dessen Amt als Nachfolger antrat. So hoffte auch Kurt Nietner auf die Stelle seines Vaters, als dieser die Arbeit aus gesundheitlichen Gründen nicht mehr ausüben konnte. Wilhelm II. berief 1893 jedoch den zuvor für seine Mutter, die ehemalige Kaiserin Victoria, im Kronberger Schloss Friedrichshof tätigen Obergärtner Max Hoppe (1854–1906) in den Neuen Garten.
Erst einige Jahre später wurde ihm die 1898 frei gewordene Hofgärtnerstelle des in Pension gegangenen Hofgärtners Otto Kindermann im Park Babelsberg zugewiesen. Wegen der ‚isolierten Lage‘ wollte niemand Nachfolger des Hofgärtners werden, bis Eulenburg Kurt Nietner dazu bestimmte. Er übernahm das Amt in einer Zeit, als die Nachkommen Wilhelms I. das Interesse an der Parkanlage verloren hatten. Wie schon Kindermann, versuchte er mit wenigen Arbeitskräften und geringen Mitteln die zugewachsenen Parkteile auszulichten, die inzwischen waldähnlichen Charakter angenommen hatten. Daneben betrieb er intensiv Rosen- und Pfirsichzucht. Nach der Abdankung Wilhelms II. 1918 wurde der Park verstaatlicht und für die Öffentlichkeit zugänglich gemacht. Nach der Neuregelung der Beamtenbesoldung erhielt Nietner ab dem 1. Juli 1920 als neue Dienstpostenbezeichnung  den Titel „Garteninspektor“ sowie „Guts- und Amtsvorsteher“. In dieser Funktion war er bis zur Pensionierung 1924 neben Schloss und Park Babelsberg auch für die Matrosenstation Kongsnæs in der Schwanenallee zuständig.

## Familie
Kurt Nietner heiratete am 29. Dezember 1903 die zwanzig Jahre jüngere Katharina, genannt Käthe, Fintelmann (1879–1973), Tochter des Hofgartendirektors Gustav II. Adolph Fintelmann. Mit ihr hatte er drei Kinder, von denen der 1905 geborene Sohn Theodor ebenfalls den Gärtnerberuf erlernte und später als Gartenamtsleiter in Osnabrück tätig war.
Als Kurt Nietner 1929 starb, wurde er, wie später auch seine Ehefrau Käthe, auf dem sogenannten „Sello-Friedhof“, einem Teil des Bornstedter Friedhofs, beigesetzt.